# Canada en grève
Canada en grève (Canada on Strike en VO) est le quatrième épisode de la saison 12 de la série South Park.
L'épisode parodie la grève des scénaristes américains qui s'est déroulée d'octobre 2007 à février 2008. Le titre évoque une grève au Canada.
Terrance et Philippe, Butters et Kyle jouent des rôles primordiaux dans cet épisode.

## Synopsis
L'épisode se déroule lors du « jour de la Reconnaissance envers le Canada », non respecté à sa juste valeur par les Américains. Lorsque le World Canadian Bureau (WGA) l'apprend, il déclare, furieux, que le Canada se met en grève afin de montrer sa grandeur et d'obtenir le respect qu'il mérite. Il demande de l'argent à la communauté internationale et notamment au média Internet, dont il est persuadé de l'immense richesse.
Kyle appelle Stephen Abootman, leader de la grève, pour le convaincre de l'incongruité du mouvement. Mais ce dernier s'obstine à réclamer « l'argent d'Internet ». Les enfants ont alors l'idée de gagner de l'argent grâce à Internet en mettant en ligne, sur la plateforme de partage YouTube, une vidéo de Butters chantant Quoi quoi dans mes fesses (What-What in the butt). La vidéo de Butters devient vite un phénomène vu sur la planète entière et permet aux enfants, lorsqu'ils se déplacent au « Departement Internet Money » pour récolter leurs gains, de rencontrer d'autres célébrités de la toile.
Les enfants se rendent au Canada et livrent à Stephen Abootman 10 millions de dollars virtuels qui se révèlent inutiles. La grève s'achève malgré cette déception canadienne et Kyle clot l’évènement par une analyse de l'économie bourgeonnante d'Internet :

« On pensait pouvoir se faire de l'argent sur Internet. Mais, bien qu'Internet soit nouveau et excitant pour les créatifs, ce n'est pas encore un mécanisme de distribution mûr au point qu'il faut échanger ses réelles et immédiates opportunités de salaire contre la promesse de futurs revenus en ligne. Il faudra des années avant que la distribution numérique de médias sur Internet ne puisse être monnayée au point qu'il sera nécessaire que les producteurs de contenu renoncent à leur juste valeur dans les médias plus traditionnels. »

Les Canadiens fêtent leur victoire. Mais Terrance et Phillipe interrompent la fête pour mettre en lumière les coûts scandaleux de la grève par rapport à ce qui a été gagné, et expliquent que le World Canadian Bureau a surtout cherché à améliorer sa réputation et son image publique.

## Inspiration et réception
Cet épisode parodie la grève des scénaristes américains qui s'est déroulée du mois d'octobre 2007 à celui de février 2008. Brad Trechak, rédacteur du très populaire blog TV Squad, a noté que Trey Parker et Matt Stone, cocréateurs de South Park, « ne sont membres d'aucun syndicat de scénaristes et ont négocié le partage des revenus de la diffusion de la série par Internet avant que le sujet soit abordé par le Writers Guild of America. Ils manifestent également, avec une certaine constance, leur désaccord avec l'élite créative d'Hollywood (y compris les acteurs et scénaristes, bien qu'ils partagent leur profession) et leur souhait d'adopter un point de vue éloigné des médias populaires ».
Travis Fickett, du site IGN, estime quant à lui qu'il était inévitable que South Park « aborde la grève des scénaristes d'une manière ou d'une autre », et qu'« ils l'ont finalement fait par la métaphore du Canada ».
Selon The A.V. Club, journal et site Internet gérés par le groupe The Onion, « il est clair que Parker et Stone sont persuadés que sur le long terme, les scénaristes se tiraient une balle dans le pied » dans cette grève.

## Référence à la culture d'Internet
L'épisode fait apparaître de nombreuses célébrités ou phénomènes Internet apparus originellement dans des vidéos du site YouTube.
Sont notamment représentés Tay Zonday, interprète de la chanson Chocolate Rain, le programmeur Jay Maynard surnommé Tron Guy, la vidéo Numa Numa, le jeune Star Wars Kid, l'adolescent Chris Crocker, le duo chinois des Back Dorm Boys, « Afro Ninja, le bébé rieur »... Les animaux célèbres comme la « marmotte psychopathe » ou le panda éternuant sont également présents et participent à la bataille générale.
L'idée des enfants de gagner de l'argent grâce à YouTube, dans cet épisode, intervient quatre mois après le lancement de « Partners », un programme pilote de rémunération des créateurs sur le site de partage de vidéos. YouTube a en effet annoncé, en décembre 2007, vouloir récompenser ses créateurs de contenus en partageant une partie de ses revenus publicitaires.
En novembre 2010, South Park est poursuivi pour avoir parodié la vidéo What What (In the butt), et a gagné le procès en juin 2012